# Friedrich Horn (Hockeyspieler)
Friedrich „Fritz“ Horn (* 1909; † nach 1932) war ein deutscher Hockeyspieler.

## Karriere
Horn wurde gemeinsam mit seinem Mannschaftskollegen Hans Haußmann vom HC Heidelberg für die Olympischen Spiele 1928 in Amsterdam nominiert. Mit der deutschen Mannschaft gewann er dort die Bronzemedaille. Insgesamt nahm Horn von 1928 bis 1932 an fünf Länderspielen teil.